# سلحفاة أنغونوكا
سلحفاة أنغونوكا هي نوع من السلاحف البرية مُتوطِّن في جزيرة مدغشقر الأفريقية.

## الوصف

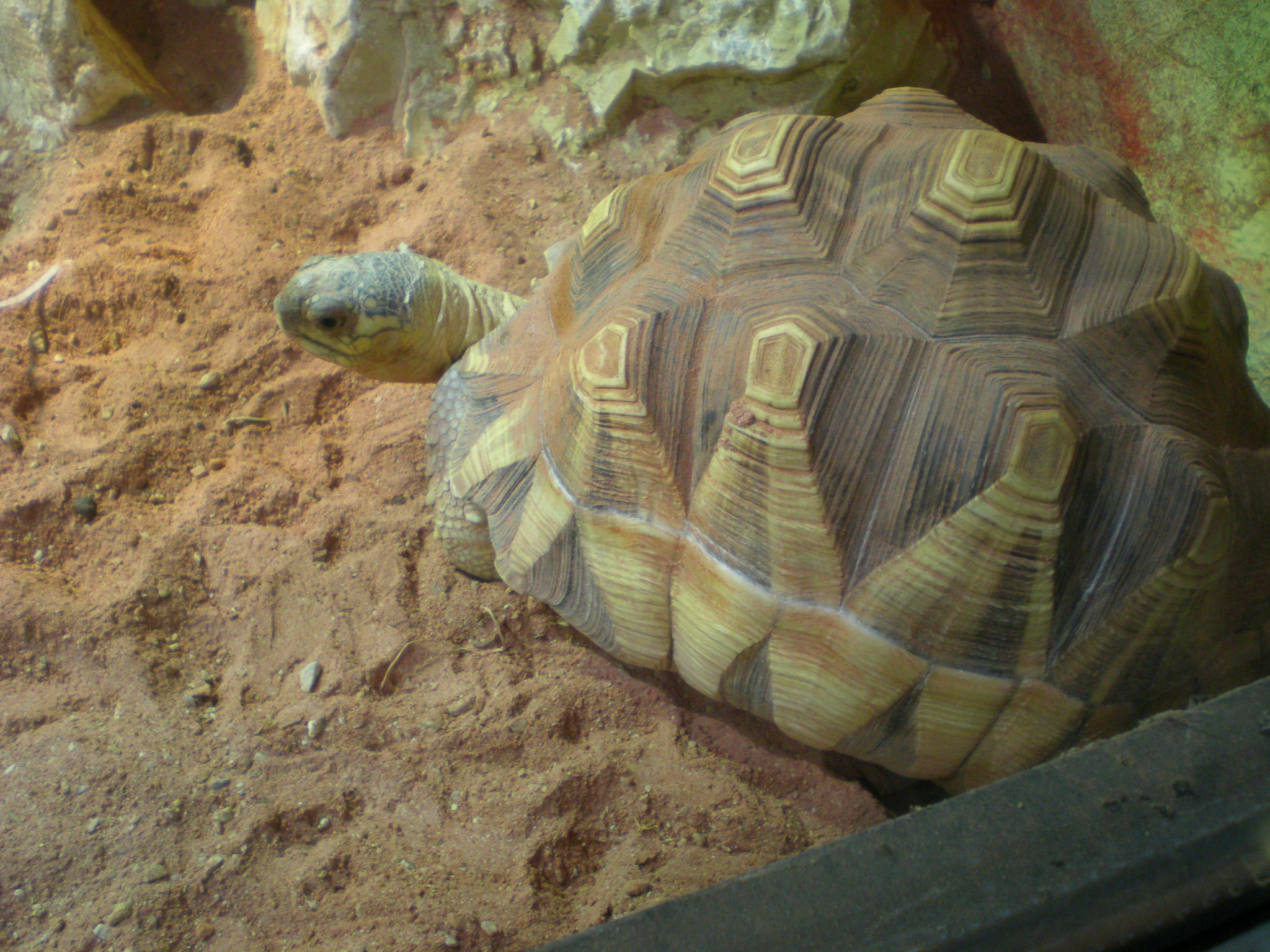
صورة لسلحفاة أنغونوكا ذات الأصداف المُحدبة بلونها البني الفاتح

تتَّسم أصداف سلاحف أنغونوكا بشكلٍ محدَّب ولون بني فاتح، وتبرز منها العديد من النتوءات التي تغطّيها بقع فاتحة اللون. تعد ذكور هذه السلاحف أكبر من إناثها من حيث الحجم، إذ قد يصل طولها إلى 17 سنتيمتراً، فيما يبلغ متوسط طول ووزن الذكر البالغ 16.3 سنتيمترات و10.3 كيلوغرامات على التوالي، من جهةٍ أخرى، يبلغ طول ووزن الأنثى البالغة 14.5 سنتيمترات و8.8 كيلوغرامات.

## التصنيف
كان أول من وصف سلحفاة أنغونوكا وصفاً علمياً هو عالم الحيوان الفرنسي ليون فاليانت في عام 1885، وقد اقترح تسميتها علمياً Testudo yniphora وتصنيفها ضمن جنس السلحفاة، وذلك بناءً على طبيعة شكل صدفتها الداخلي.
رغم ذلك، فقد أعاد الأحيائي البريطاني جون إدوارد غري تصنيفها عام 1873 ضمن جنسٍ جديد باسم أستروكيلس، حيث لم يُضمَّ هذا الجنس سوى سلحفاة أنغونوكا والسلحفاة المشعَّعة، اللتين يقطن كلاهما جزيرة مدغشقر حصراً. وقد جاء هذا التصنيف الجديد في كتابٍ لجون غري بعنوان "Hand-list of the specimens of shield reptiles in the British Museum" (قائمة لعينات الزواحف المدرَّعة بالمتحف البريطاني). ولا زال هذا التصنيف مُتَّبعاً حتى الوقت الحاضر.
اشتقَّ اسم أنغونوكا من كلمة ملغاشية كانت تُسمَّى بها هذه السلاحف في موطنها الأصلي بمدغشقر.